# Benedetto Ala
Benedetto Ala (Cremona, ... – Urbino, 27 aprile 1620) è stato un arcivescovo cattolico italiano.

## Biografia
Nato a Cremona, da una famiglia patrizia con varie parentele nobili del luogo, fu nominato governatore di Città di Castello il 30 ottobre 1602. Dopo solo 2 anni, il 9 giugno 1604, fu nominato governatore di Roma e vicecamerlengo della Camera apostolica.
Il 5 maggio 1610 fu eletto arcivescovo metropolita di Urbino da papa Paolo V; fu consacrato il 9 maggio seguente dal cardinale Michelangelo Tonti, coadiuvato dai vescovi Metello Bichi ed Alessandro Borghi.
Morì nel 1620.

## Genealogia episcopale
La genealogia episcopale è:
- Cardinale Guillaume d'Estouteville, O.S.B.Clun.
- Papa Sisto IV
- Papa Giulio II
- Cardinale Raffaele Sansone Riario
- Papa Leone X
- Papa Clemente VII
- Cardinale Antonio Sanseverino, O.S.Io.Hieros.
- Cardinale Giovanni Michele Saraceni
- Papa Pio V
- Cardinale Innico d'Avalos d'Aragona, O.S.Iacobi
- Cardinale Scipione Gonzaga
- Patriarca Fabio Biondi
- Cardinale Michelangelo Tonti
- Arcivescovo Benedetto Ala